# اورفئو
ارفئو از قدیمی‌ترین و مهم‌ترین اپراهای تاریخ موسیقی ساختهٔ کلودیو مونته‌وردی آهنگساز ایتالیایی است.
ارفئو در سال ۱۶۰۷ بر اساس افسانه‌ای یونانی ساخته شد که در آن ماجرای نزول ارفئوس به هادس و تلاش نافرجامش برای آوردن عروس مرده‌اش ائورودیکه به دنیای زندگان حکایت می‌شود.
مونته‌وردی هنگام خلق این اپرا از تکنیک قدیمی «پریما پرکتیکا» که در واقع تکنیک پلی‌فونیِ گذشته بود، به تکنیک جدید «سکوندا پرکتیکا» تغییر جهت داد و بیشتر به متن شعر و ساخت ملودی برای آن توجه کرد. او در دست‌نوشت‌های خود برای آهنگسازی اپرایش از سه حالت طبیعی انسان سخن گفت که دربردارنده خشم، حالت معمولی و آرامش هستند و هر یک از این کیفیت‌ها بر تکنیک آهنگسازی او اثر خواهند گذشت.
اپرای مونته وردی در حقیقت بخش تکامل یافته فرم قبلی این ژانر موسیقی یا همان «اینترمدیا» ها می‌باشد که ترکیبی از درام، موسیقی، رقص، بازیگری و آواز کر هستند.
ارفئو الهام گرفته از اپرای قدیمی‌تری به نام ائورودیکه ساختهٔ جاکوپو پری است. تا پیش از این در هنر نمایش، موسیقی فقط بخشی برای همراهی محسوب می‌شد و چندان دارای اهمیت نبود. اما از زمان مونته‌وردی و با خلق این اثر، به ویژه به علت ارکستراسیون قوی و سازبندی ویژهٔ آن، موسیقی معنی دیگری پیدا کرد و سرفصل جدیدی در تاریخ موسیقی آغاز شد. ژانر به وجود آمده اپرا نام گرفت و تاکنون از محبوب‌ترین و پر مخاطب‌ترین ژانرهای موسیقی محسوب می‌شود.